# Racşa
Racşa es una comuna ubicada en el distrito de Satu Mare, Rumania.

## Superficie
Posee una superficie de 43,58 kilómetros cuadrados.

## Demografía
Hasta 2021 la población era de 3050 habitantes, con una densidad de población de 69,99 habitantes por kilómetro cuadrado.